# Dytiscus hybridus
Dytiscus hybridus är en skalbaggsart som beskrevs av Aubé 1838. Dytiscus hybridus ingår i släktet Dytiscus och familjen dykare. Inga underarter finns listade i Catalogue of Life.